# Качарма
Качарма — река в России, протекает по Каргасокскому району Томской области. Устье реки находится в 146 км по левому берегу реки Васюган. Длина реки составляет 20 км.

## Бассейн
- 12 км: Чебачья
  - 3 км: Федорова
  - 19 км: Вершинка
- 19 км: Ушал (Большой Ушал)
  - 28 км: Малый Ушал

## Данные водного реестра
По данным государственного водного реестра России относится к Верхнеобскому бассейновому округу, водохозяйственный участок реки — Васюган, речной подбассейн реки — Васюган. Речной бассейн реки — (Верхняя) Обь до впадения Иртыша.
Код объекта в государственном водном реестре — 13010800112115200032045.